# 桐原麻尋
桐原 麻尋（きりはら まひろ、2001年11月17日 - ）は、日本の元女子バスケットボール選手である。ポジションはポイントガード。

## 人物
茨城県出身。
明秀学園日立高校から白鷗大学に進みインカレ優勝を経験。
2024年、富士通レッドウェーブにアーリーエントリーを経て加入。
2025年オフ、現役引退。

## 経歴
- 明秀学園日立高 - 白鷗大 - 富士通レッドウェーブ（2024〜）